# Quzanlı
Quzanlı (tidigare ryska: Кузанлы: Kuzanly) är en ort i Azerbajdzjan.   Den ligger i distriktet Ağdam, i den centrala delen av landet, 230 km väster om huvudstaden Baku. Quzanlı ligger 85 meter över havet och antalet invånare är 13 002.